# 石渡達夫
石渡 達夫（いしわた たつお、1906年〈明治39年〉9月29日 - 没年不明）は、昭和時代の台湾総督府官僚。財務官僚。

## 経歴
神奈川県三浦郡浦賀町大津（現横須賀市大津）に生まれる。台北第一中学校、水戸高等学校文科甲類を経て、1931年（昭和6年）3月、東京帝国大学法学部英法科を卒業し、同年10月、高等試験行政科に合格した。1932年（昭和7年）7月、警務局警務課に奉職し、府巡査懲戒予備委員に任じ、1936年（昭和11年）9月、府地方警視として基隆水上署長となり、3か月後に新竹警察署長に転じた。ついで1938年（昭和13年）1月、台中州豊原郡守となり、1939年（昭和14年）4月、花蓮港庁勧業課長に転じた。その後、台北州教育課長、台中州地方課長兼総務課長、1942年（昭和17年）11月、殖産局鉱務課長に就任した。
戦後は、会計検査院第四局長などを歴任し、1959年（昭和34年）11月に退官した。

## 栄典
位階
- 1936年（昭和11年）9月 - 従七位[3]

勲章等
- 1976年（昭和51年）11月3日 - 勲三等瑞宝章[4]